# كارل ليو ستيرنز
كارل ليو ستيرنز (بالإنجليزية: Carl Leo Stearns)‏ هو عالم فلك أمريكي، ولد في 14 سبتمبر 1892 في وستبروك في الولايات المتحدة، وتوفي في 28 نوفمبر 1972.